# جان آرمسترانگ (بازیکن فوتبال، زاده ۱۸۹۰)
جان آرمسترانگ (انگلیسی: John Armstrong; ۲۳ سپتامبر ۱۸۹۰ – ۱۳ دسامبر ۱۹۵۰) بازیکن فوتبال بود.
از باشگاه‌هایی که در آن بازی کرده‌است می‌توان به باشگاه فوتبال گریمزبی تاون اشاره کرد.